# Hans Peter Gansner
Hans Peter Gansner (* 20. März 1953 in Chur; † 1. Mai 2021 in Schaffhausen) war ein Schweizer Romanschriftsteller, Dramatiker, Dichter, Publizist, Übersetzer und Journalist.

## Leben
Hans Peter Gansner, geboren und aufgewachsen in Chur, Matura Kantonsschule Chur, studierte Germanistik, Romanistik, Kunstwissenschaft und Philosophie in Basel, Theater- und Filmwissenschaft in Aix-en-Provence. Bis 1984 arbeitete er als Theaterkritiker und Gymnasiallehrer in Basel und Liestal. Ab 1985 war er als freier Schriftsteller, Publizist und Übersetzer tätig. 1986 arbeitete er als Regieassistent unter Martin Bopp in der Abteilung Hörspiel des Radio DRS, Ressort «Dramatik und Feature». Es folgten eine Hospitanz im Schauspiel Bonn bei Piet Drescher (1988), ein Dramatikseminar der Bertelsmann Stiftung (1989), Arbeitsaufenthalte im Stuttgarter Schriftstellerhaus, im Istituto Svizzero di Roma sowie in der Villa Kivi in Helsinki.
Gansner war in unterschiedlichen literarischen Gattungen tätig. Als Dramatiker machte er sich mit seinen «kritischen Festspielen», wie er sie nannte, einen Namen. Dabei stand er in der Tradition des engagierten Volkstheaters. Mit seinen dramatischen Werken über den Duc de Rohan und Jürg Jenatsch in Rohan und Jenatsch oder Freundschaft und Verrat, über Johann Gaudenz von Salis-Seewis in Der Dichter-General – beide bedeutende historische Persönlichkeiten im Kanton Graubünden – sowie über den in Bad Passugg verstorbenen deutschen „Arbeiterkaiser“ August Bebel in Am Saum der Zeit oder Bebels Tod schuf er eine seinem Heimatkanton gewidmete Geschichts-Trilogie.
In der Poesie gilt Gansner als politischer, der Aufklärung verpflichteter Schriftsteller, wie der Literaturkritiker Charles Linsmayer über ihn schreibt:

«Das gibt es noch: Literatur, die wie einst diejenige von C.A. Loosli zornig wider den Stachel löckt, die schöne neue Welt des Kapitalismus und die Gleichmacherei der Political correctness zum Teufel wünscht und ohne Rücksicht auf Verlust beim Namen nennt, was andere tabuisieren. […] Dabei ist das Buch dort am stärksten, beeindruckendsten, wo es unverwechselbarer Gansner ist: da, wo sich Frustration, Zorn, politische Hellsicht und Poesie zu einem Agitprop verbinden, der dem uralten Wort Aufklärung einen neuen, ehrlichen, frechen Sinn gibt.»

Mit dem dokumentarisch-fiktiven Generationenroman über die Nachzügler der 68er-Generation, Die Stunde zwischen Hund und Wolf, erschienen 1991 im Ammann Verlag, erwies sich Gansner nicht nur als Gesellschaftskritiker, sondern auch als Kritiker seiner eigenen Generation.

«Gansner erzählt Bohnstingls Geschichte weit ausholend und in nacheinander gesetzten Passagen verschiedener Erzählebenen. Bohnstingl ist keine metaphorische Figur für den Menschen aus der Post-68er-Epoche; Gansners Roman liest sich trotz erheblicher Literarisierung eher als reportagehaft-dokumentarischer Bericht über eine für die Linke lebhafte Zeit, lustvoll erzählt aus der Sicht eines sich mitten drin bewegenden Aussenseiters.»

Schon ab dem Jahr 2000 schickte er mit der Kommissarin Pascale Fontaine, über die er vier Romane verfasste, die im Karin Kramer Verlag Berlin sowie in der Edition Signathur Dozwil erschienen sind, eine dezidiert politisch-feministische Kommissarin auf heisse Spuren.

«Der Autor Hans Peter Gansner hat mit Pascale Fontaine eine neue Figur in die Reihe bereits bekannter Kommissare geschoben. Pascale Fontaine ist erfrischend jung und sexy (ohne feste Bindung), sympathisch und vor allem an der Gerechtigkeit interessiert und nicht am Gesetz.»

Im Hörspiel beschäftigte er sich mit dem Aufarbeiten verdrängter Schattenseiten der Schweizer Geschichte, so in der Hörspiel-Trilogie Die Schweiz im Schatten des Hakenkreuzes. Der erste Teil der Trilogie, In gueter Gsellschaft, wurde von der Laienbühne Liestal uraufgeführt. Früh folgte er dem Ruf von Julian Dillier ans Schweizer Radio und Fernsehen, wo er in der Radiosendung Schnabelweid (früher «Mundartegge») seit den siebziger Jahren regelmässig bündnerdeutsche Erzählungen las. Auch in dieser Gattung verband er historische und politische Themen; in seinen «Alpenkrimis» machte er das fiktive «Hochtannental» zum Dreh- und Angelpunkt kriminologischer Volksstudien.
Mit Mario Giovanoli hatte er 1971 «Musik & Lyrik» begründet, eine Gattung, die er über Jahrzehnte hinweg pflegte. Als literarischer Übersetzer übertrug er unter anderem den Essayband Die Welt Ex von Predrag Matvejević sowie die Lyrik des jurassischen Poeten der Befreiung Alexandre Voisard aus dem Französischen. Als Essayist schliesslich gelinge es ihm in Sternstunden und andere Desaster, «die Ströme freizulegen, die zu den Ereignissen von 68 führten, und jene, die darüber hinaus in die Gegenwart und in die Zukunft weisen», wie Florian Vetsch schreibt.
Hans Peter Gansner gehörte in den siebziger Jahren zu den Initianten der Werkstatt Arbeiterkultur (WAK), die ursprünglich als Basler Gruppe des «Werkkreises Literatur der Arbeitswelt» gegründet wurde. Auf seine Initiative wurde 1980 im Basler Kannenfeldpark der «Baum der Poesie» gepflanzt.
Hans Peter Gansner lebte zuletzt in Schaffhausen und in Hochsavoyen. Er war Mitglied des Schriftstellervereins Autorinnen und Autoren der Schweiz, ebenso Mitglied von dessen Sektion Literarische Übersetzerinnen und Übersetzer (SLÜ), der Société Suisse des Auteurs (SSA) und der Schweizerischen Urheberrechtsgesellschaft Pro Litteris. Er war verheiratet mit der Journalistin Helen Brügger.

## Werke (Auswahl)
Romane, Erzählungen, Essays
- Der freie Tag. Erzählungen. GS-Verlag, Basel 1977.
- Abgebrochenes Leben. Erzählung. Nachtmaschine, Basel 1980.
- Desperado. Roman. Rotpunktverlag, Zürich 1981.
- Die Stunde zwischen Hund und Wolf. Roman. Ammann Verlag, Zürich 1991.
- Sechs Fälle für Pascale Fontaine, Kriminal-Novellen aus Frankreich. Karin Kramer Verlag, Berlin 1999.
- Mein ist die Rache, ein brand-heisser Fall für Pascale Fontaine. Karin Kramer Verlag, Berlin 2001.
- Frivole Fälle für Pascale Fontaine. Kramer, Berlin 2003.
- Tödliches Tête-à-Tête auf Guadeloupe. Edition Signathur, Dozwil 2009.
- Genfereien, ein eigenwilliger Spaziergang durch Genfs Geschichte. Edition Signathur, Dozwil 2014.
- Das Vipernnest, Historischer Gegenwartsroman über die Befreiung Frankreichs vom Hitlerfaschismus. Edition Signathur, Dozwil 2015.
- Wer war August Bebel? Bündner Monatsblatt, August 2015, Tardis Verlag Chur.
- Jürg Jenatsch und der Duc de Rohan, Bündner Jahrbuch 2016, Tardis Verlag, Chur.

Gedichte
- trotz allem. Z-Verlag, Basel 1980.
- zeit.gedichte. (Mit einem Essay von Jean Ziegler und Zeichnungen von Martial Leiter). Karin Kramer Verlag, Berlin 1998.
- echt_zeit, explizite lyrik. Karin Kramer Verlag, Berlin 2003.
- herz. Songdog Verlag, Wien 2010.
- superherz. Songdog Verlag, Wien 2014.
- megaherz. Songdog Verlag, Wien 2016.
- das herz ist ein versinkender kontinent. Songdog Verlag, Bern und Wien 2019.
- D'Welschdörfli-Suita, A fantastischi Zit-Reis dur a legendärs Khuurer Quartiar. Signathur, Dozwil 2019.
- winterschnitt sommerschnitt, Haiku und Scherenschnitte. Mit Helen Brügger und Annelies Eichenberger, Signathur, Dozwil 2020.
- das gepanzerte herz. Songdog Verlag, Bern und Wien 2021.

Hörspiele
- Fürprob. (Regie: Lisa Giger), Radio DRS Basel, 1986.
- Naive in Evian. (Regie: W. Baumgartner), Radio DRS Zürich, 1998.
- Hörspieltrilogie: „Die Schweiz im Schatten des Hakenkreuzes“: Generalprob. (Regie: N. Rihyner). Radio DRS Basel, 1983; Premiere. (Regie: B. Luginbühl), Radio DRS Basel, 1990. Juristisches Nachspiel. (Regie: W. Baumgartner) DRS 1995. (Wiederholung der gesamten Hörspieltrilogie anlässlich des 50. Jahrestages des Kriegsendes, DRS 1)

Sendungen Schnabelweid (mit Julian Dillier, Urs Odermatt, Christian Schmid und Markus Gasser)
- Dr Fall Rappold im Hochtannatal, 2001.
- Mort à la Carte, DRS 1, 2002.
- Wilhelmina Tellona, DRS 1, 2003.
- Jagdfiaber, 2004.
- Dr Fall vu dr Casa Uschäras, (Nach E. A. Poe), 2005.
- Ds Maitli im Rota Gwand, 2006.
- Dr Tschaggino kunnt…!, 2007.
- Dr Fall Cadalura, 2008.
- A Schuldiga muass hära, 2009.
- Sunnaraub im Hochtannatal, 2010.
- An Engel in dr Sexkaserna, 2011.
- Dr Alpsauheiri, 2012.
- Dr Sündafall, 2014.
- Tod unter am Galtischprutz, 2015.
- Goldruusch im Hochtannatal, 2016.
- Dr Erschtgeborani, 2018.

Theatertexte
- Scherenmoser
- Die Mythenfabrik, Verlag Meili, Schaffhausen 1988.
- E Poete-Nescht, Liestal 1989.
- Bornhauser, Amt für Information Thurgau, Frauenfeld 1991.
- Le Meunier Mortifié, Pièce historique. Cosmos Éditions, Doussard-Annecy 2001.
- Der Dichter-General. Eine dramatische Biografie des J.-G. von Salis-Seewis. Über Johann Gaudenz von Salis-Seewis, Calven Verlag Chur 2003.
- Am Saum der Zeit oder Bebels Tod. Über August Bebel, Signathur, Dozwil 2011.
- Oswald & Imperia oder Beim Auge des Poeten: Ein Sittengemälde aus der Zeit des Konzil von Konstanz. Signathur, Dozwil 2017.[16]
- Rohan und Jenatsch oder Freundschaft und Verrat. Historisches Freilichtspiel über die Zeit der Bündner Wirren. Signathur, Dozwil 2017.

Aufgeführte Theaterstücke
- In gueter Gsellschaft, (Regie: M. Berger), U.A., Liestal, 1984.
- Die Mythenfabrik .(Regie: H. Vogel), Schaffhausen, 1988.
- Das Poeten-Nest, (Regie: M. Berger), U.A., Liestal, 1989.
- Zarah L., über die Sängerin Zarah Leander, ab 1990 insgesamt neun Inszenierungen in Deutschland und Finnland.
- Bornhauser oder Hinter dem Horizont ist die Welt nicht zu Ende. (Regie: Jean Grädel, Musik: Mario Giovanoli), Weinfelden 1991.
- Sonne Mond und Sternheim, eine Tragifarce. Edition Signathur, 2001.
- Paso Doble, ein Zweipersonenstück über Ludwig Hohl und Jorge Luis Borges. (Mit Helmut Vogel und Hansruedi Twerenbold, Musik: Frédéric Bolli, Regie: Hans Gysi.) VorStadttheater Frauenfeld im Eisenwerk, 1994.
- Am Saum der Zeit oder Bebels Tod, Regie: Peter Schweiger, Zürich, Mai 2016.
- Rohan und Jenatsch oder Freundschaft und Verrat, Uraufführung Theater GR, Regie: Arthur Bühler, Reichenau 2017.

Ton- und Bildträger
- Prazel, Musik & Lyrik, (Musik: Mario Giovanoli, Bruno Brandenberger und Reto Mathis). Canova-Records, Chur 1979.[17]
- Öppadia, Khuurartütschi Blüüs & Ballada, Mit Mario Giovanoli. Edition Signathur, Dozwil 2009.
- Dr SiBti Himmel und a HÄXAkessel, Auszüge aus der Welschdörfli-Suita, mit Mario Giovanoli (Rezitation, Flöte und Saxofon) sowie Ted Ling (Kompositionen und Tasteninstrumente), Rino-Records, 2019.

Publikationen auf Französisch
- La Montagne Wagner, quatre conférences sur Richard Wagner Editions Slatkine, Genève, 2001.
- Le Meunier mortifié, Theaterstück. Editions Cosmos, Doussard, 2001.
- Frisch et Dürrenmatt, les dioscures de la Littérature Suisse, Essay. In: Ecritures, 1987.
- Au sous-sol, französische Übersetzung von Paso doble. (Übersetzt von Marianne Pithon) SSA, Lausanne 1988.

Übersetzungen
- Alexandre Voisard: Pluie (aus dem Franz.), in: Entwürfe, Sommer 1993.
- Jorge Luis Borges, Interview (aus dem Spanischen), in: Der Bund, Juni 1993.
- Predrag Matvejević: Die Welt „Ex“ (aus dem Franz.), Ammann-Verlag 1997.

## Preise und Beiträge
- Anerkennungs- und Förderungspreise Graubünden, 1981, 1984.
- Berner Volkstheaterpreis, für Scherenmoser, 1987.
- Dramatikerförderung, für Mythenfabrik, Pro Helvetia, 1988.
- Präsenz-Stipendium im Stuttgarter Schriftstellerhaus, 1990.
- Förderung Paso doble, Thurgauer Kulturstiftung, Pro Helvetia, 1993.
- Werkbeitrag Graubünden, 1993.
- Anerkennungsbeitrag des Bundesamtes für Kultur, 1993.
- Werkbeitrag Pro Helvetia, 1996.
- Preis beim Wettbewerb für professionelles Kulturschaffen Graubünden, 1998.
- Unterstützungsbeitrag des Bundesamtes für Kultur für Exil d’Azur, Theaterstück über die deutschsprachige Emigration an der Côte d’Azur 1933–1940, Dezember 2005.
- Preis beim Wettbewerb für professionelles Kulturschaffen Graubünden (mit Mario Giovanoli), 2009.
- Täxtzit Geschichten-Wettbewerb, 2015.
- Werkbeitrag des Kantons Graubünden, 2016, für Projekt D’Welschdörfli-Suita. A Ziit-Reis dur a legendärs Khuurer Quartier[18]